# Adolf Wuttke
Karl Friedrich Adolf Wuttke (*  10. November 1819 in Breslau; † 12. April 1870 in Halle (Saale)) war ein lutherischer Theologe, Autor und Politiker.

## Leben
Der Vater, ein Schneidermeister, schickte seinen Sohn Adolf 1830 auf das angesehene Maria-Magdalenen-Gymnasium in Breslau. Nach dem Abitur – zusammen mit dem späteren Arzt Rudolf Leubuscher – im Jahre 1840 studierte Adolf Wuttke evangelische Theologie an der Universität Breslau. Stark beeinflusst wurde er dabei von dem Philosophen Christlieb Julius Braniß (1792–1873). 1844 bestand er seine erste theologische Prüfung und das Rektorexamen. Anschließend hatte er Aufenthalte als Kandidat sowohl in Königsberg (Preußen) als auch in seiner Heimatstadt Breslau. In dieser Zeit hatte er Gelegenheit, sich mit den unterschiedlichen religiösen Bewegungen unter Johannes Ronge und Julius Rupp auseinanderzusetzen. Nach dem zweiten theologischen Examen promovierte Wuttke 1848 mit der Arbeit „Buddhaistarum disciplina“ in Breslau, wo er sich auf Anraten von Braniß auch habilitierte. 
Mit kurzer Unterbrechung in Königsberg lehrte er von 1849 bis 1854 an der evangelisch-theologischen Fakultät der Universität Breslau. Seinen Lebensunterhalt konnte er allerdings nur mit zusätzlichen Hilfseinnahmen als Lehrer und Hilfsgeistlicher finanzieren. Seine „Geschichte des Heidentums“, die 1852 und 1853 in zwei Bänden erschien, führte 1854 zur Berufung als  außerordentlicher Professor der Theologie an die Universität Berlin. 
Für seine verdienstvolle Tätigkeit wurde er von seiner Fakultät 1860 zum Ehrendoktor (Dr. theol. honoris causa) ernannt. 1861 wurde er an die Theologische Fakultät der Universität Halle berufen. Neben Julius Müller lehrte er hier Systematische Theologie. 
Da er christliche Werte auch in der Politik verankern wollte, war er als Angehöriger der altkonservativen Partei für eine Legislaturperiode auch Mitglied im Preußischen Abgeordnetenhaus. 
Wuttke war ständiger Mitarbeiter lutherisch-konfessioneller Kirchenzeitungen und Pastoralkonferenzen. Seine Hauptwerke trugen dazu bei, dass er weit über die Grenzen der theologischen Wissenschaft hinaus bekannt wurde. „Der deutsche Volksaberglaube“ erschien 2006 in neuer Auflage in einem Verlag in Leipzig. Wuttke war Ehrenmitglied des Berliner und des Hallenser Wingolf. Bei der Beerdigung von Adolf Wuttke in Halle (Saale) hielt August Tholuck die Grabrede.

## Schriften (Auswahl)
- Geschichte des Heidenthums in Beziehung auf Religion, Wissen, Kunst, Sittlichkeit und Staatsleben. Verlagsunion Max, Breslau 1852/53.

1. Die ersten Stufen der Geschichte der Menschheit. Entwicklungsgeschichte der wilden Völker, so wie der Hunnen, der Mongolen, des Mittelalters, der Mexikaner und der Peruaner. 1852.
2. Das Geistesleben der Chinesen, Japaner und Indier. 1853.

- Der deutsche Volksaberglaube der Gegenwart. Hamburg 1860; 2. Auflage Berlin 1869; Nachdruck (der Ausgabe Hamburg 1860): Superbia Verlag, Leipzig 2006, ISBN 978-3-937554-19-8.
- Handbuch der Christlichen Sittenlehre. 3. Aufl. Verlag Hinrichs, Leipzig 1874/75 (2 Bde.).